# Juana Bacallao
Neris Amelia Martínez Salazar (La Habana, 26 de mayo de 1925-La Habana, 24 de febrero de 2024), más conocida como Juana Bacallao, fue una cantante y música popular cubana. Inició su carrera como cantante profesional bajo la tutela de Obdulio Morales, quien compuso la famosa guaracha "Yo soy Juana Bacallao", que se convirtió en su nombre artístico.

## Biografía
Nació en una familia humilde, y quedó huérfana a muy temprana edad, por lo que fue internada en un colegio de monjas. Aunque nunca realizó estudios formales de música, aprendió a tocar el piano y las tumbadoras. Fue como empleada doméstica que Obdulio Morales descubrió su talento, y promocionó su debut en el Teatro Martí de La Habana, con la interpretación de la guaracha “Yo soy Juana Bacallao”. Esto determinó su nombre artístico, que luego modificaría a “Juana, la cubana”.

## Carrera
Bacallao realizó presentaciones en importantes plazas de la vida nocturna cubana, como el Salón Rojo del Hotel Capri, el Parisien del Hotel Nacional, el cabaret Tropicana y el Cabaret Sans Souci. Compartió escenarios con artistas como Nat King Cole, Bola de Nieve, Chano Pozo y Beny Moré, y se presentó en países como República Dominicana, España, Estados Unidos, Francia, México, Venezuela y en la Opéra-Comique de París.
Hasta 1959 su presencia estuvo proscrita en la televisión de su país y su carrera se limitó a presentaciones en centros nocturnos. Esto determinaría en ella el desarrollo de una teatralidad escénica un poco extravagante.
Durante una época, el alcoholismo hizo estragos en su vida, aunque más tarde abandonaría el alcohol para continuar con su carrera.[cita requerida] Posteriormente, Bacallao llegó a recibir reconocimientos tales como la Distinción por la Cultura Nacional, la medalla "Alejo Carpentier" y el Disco de Oro en Canadá. Con su vestuario peculiar e intervenciones humorísticas fue que llegó a convertirse en un personaje popular en La Habana.

## Trabajos
En diciembre de 2017, Bacallao grabó el sencillo titulado «Bailando con Juana», a dúo con el cantautor cubano Jorge Soto, autor de la canción. El tema constituye una fusión de ritmos musicales tales como música urbana, el mambo, y la timba cubana. En marzo de 2018, la canción logró ubicarse en el número 1 del Top 100 de «Pista Cubana», Hit parade de Internet, que presenta los 100 temas nacionales y extranjeros más difundidos en todas las radioemisoras de Cuba.

## Reconocimientos
En 2020, Bacallao obtuvo el Premio Nacional del Humor de Cuba.